# 名東町
名東町（みょうどうちょう）は、徳島県徳島市の町名。加茂名地区に属している。名東町一丁目から名東町三丁目までが設置されている。郵便番号は〒770-0047。2009年12月現在の人口9,597人、世帯数は3,914世帯。

## 地理
徳島市の中央部、鮎喰川右岸に位置している。市街地に近い農村地域であるが、宅地化も進んでいる。西境を鮎喰川が北流し、右岸堤防上を徳島県道21号神山鮎喰線が通る。南端の僧都付近で道が分岐しているが、東側の道は鮎喰川の旧堤である。新堤と旧堤に囲まれた地域に、市営名東団地が造成されてから宅地化が進んだ。地内中央を南北に徳島県道203号鮎喰新浜線が通る。同道は眉山山系の地蔵越を経て八万町へ通じる。この谷の谷口に溜池があり、その南に安産祈願の寺として有名な地蔵院がある。境内には巨石を使用した横穴式石室を持つ古墳時代後期の円墳、穴不動古墳がある。その他周辺に多くの古墳があり、名東古墳群と呼ばれている。

### 山岳
- 眉山

### 河川
- 鮎喰川

## 歴史
地蔵院境内には巨石を使用した横穴式石室を持つ古墳時代後期の円墳、穴不動古墳がり、周辺の古墳を含め名東古墳群と呼ばれる。名東町の元は東名東・西名東で、1937年（昭和12年）より現在の町名となった。1943年（昭和18年）には一丁目から三丁目が設置された。

## 施設
- 地蔵院（新四国曼荼羅霊場75番、阿波六地蔵霊場2番）
- 豊崎八幡神社
- NHK徳島名東中継局

## 交通

### バス
- JR徳島駅前より徳島バス・地蔵院・名東（僧都）行きを利用。
  - 地蔵院
  - 名東（僧都）

### 道路
都道府県道
- 徳島県道21号神山鮎喰線
- 徳島県道203号鮎喰新浜線